# La Plata (Maryland)
Pour les articles homonymes, voir La Plata (homonymie) et Plata.
La ville de La Plata (en anglais [ləˈpleɪtə]) est le siège du comté de Charles, dans l’État du Maryland, aux États-Unis. Sa population s’élevait à 8 753 habitants lors du recensement de 2010, estimée à 9 239 habitants en 2016.

## Histoire
La Plata a été incorporée en 1888.

## Géographie
La ville est située dans le sud du Maryland, à 56 km au sud de Washington D. C..

## Source
- (en) Cet article est partiellement ou en totalité issu de l’article de Wikipédia en anglais intitulé « La Plata, Maryland » (voir la liste des auteurs).

1. ↑  (en) « Welcome to our Town website! » (version du 14 juin 2006 sur Internet Archive)
2. ↑  Distance selon Google Maps (35 miles).